# Монтариоло (Алесандрија)
Монтариоло је насеље у Италији у округу Алесандрија, региону Пијемонт.
Према процени из 2011. у насељу је живело 108 становника. Насеље се налази на надморској висини од 80 м.